# Problepsis digammata
Problepsis digammata är en fjärilsart som beskrevs av W. Warren 1897. Problepsis digammata ingår i släktet Problepsis och familjen mätare. Inga underarter finns listade i Catalogue of Life.